# Anurak Laowong
Anurak Laowong (21 de enero de 1982) es un deportista tailandés que compitió en tenis de mesa adaptado. Ganó dos medallas en los Juegos Paralímpicos de Verano, bronce en Río de Janeiro 2016 y bronce en Tokio 2020.

## Palmarés internacional
| Juegos Paralímpicos | Juegos Paralímpicos     | Juegos Paralímpicos | Juegos Paralímpicos |
| Año                 | Lugar                   | Medalla             | Prueba              |
| ------------------- | ----------------------- | ------------------- | ------------------- |
| 2016                | Río de Janeiro (Brasil) | Medalla de bronce   | Equipo 3            |
| 2020                | Tokio (Japón)           | Medalla de bronce   | Equipo 3            |